# Posluchov
Posluchov (německy Posluchau) je malá vesnice, část obce Hlubočky v okrese Olomouc v Olomouckém kraji. Nachází se asi 1,4 km na severozápad od Hluboček nad údolím řeky Bystřice v jižní části pohoří Nízký Jeseník. Vesnice má okrouhlé návsí s rybníčkem a kaplí Nejsvětější Trojice postavenou v letech 1891-92. Kříž před kostelem je z roku 1891. V roce 2009 zde bylo evidováno 31 adres. V roce 2001 zde trvale žilo 67 obyvatel.
Po záboru pohraničí v říjnu 1938 nacistickým Německem, byl Posluchov připojen k tzv. říšské župě Sudety. Po 2. světové válce se Posluchov opět vrátil do okresu Olomouc.
Posluchov je také název katastrálního území o rozloze 1,65 km2.

## Název
Název vesnice byl odvozen od osobního jména Posluch a znamenalo "Posluchův majetek". V němčině se mezi 17. a 19. stoletím ves označovala též jménem Nonnendörfl - "Víska jeptišek", protože větší část vsi náležela ženskému dominikánskému klášteru u svaté Kateřiny v Olomouci.

## Galerie

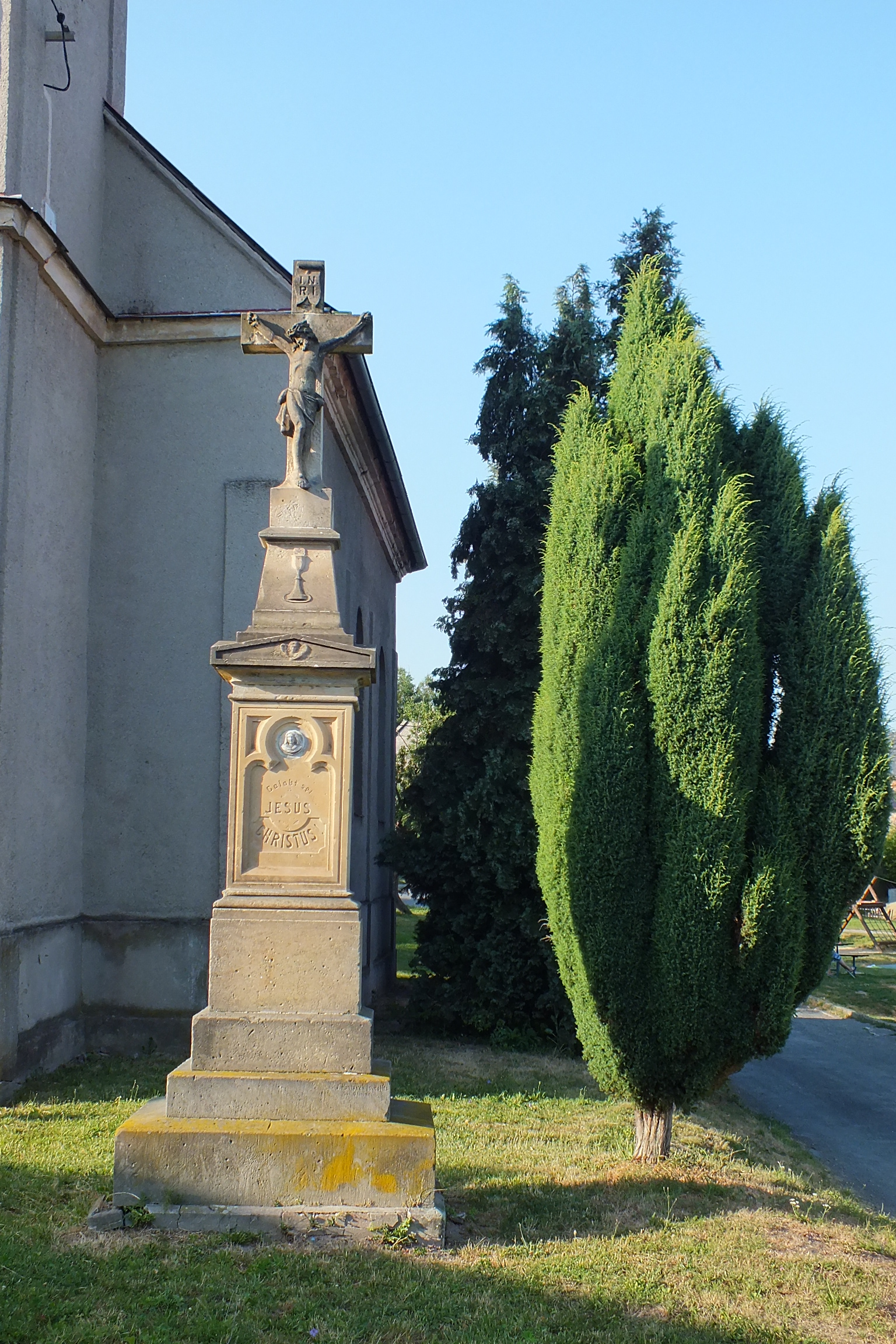
Kříž před kostelem
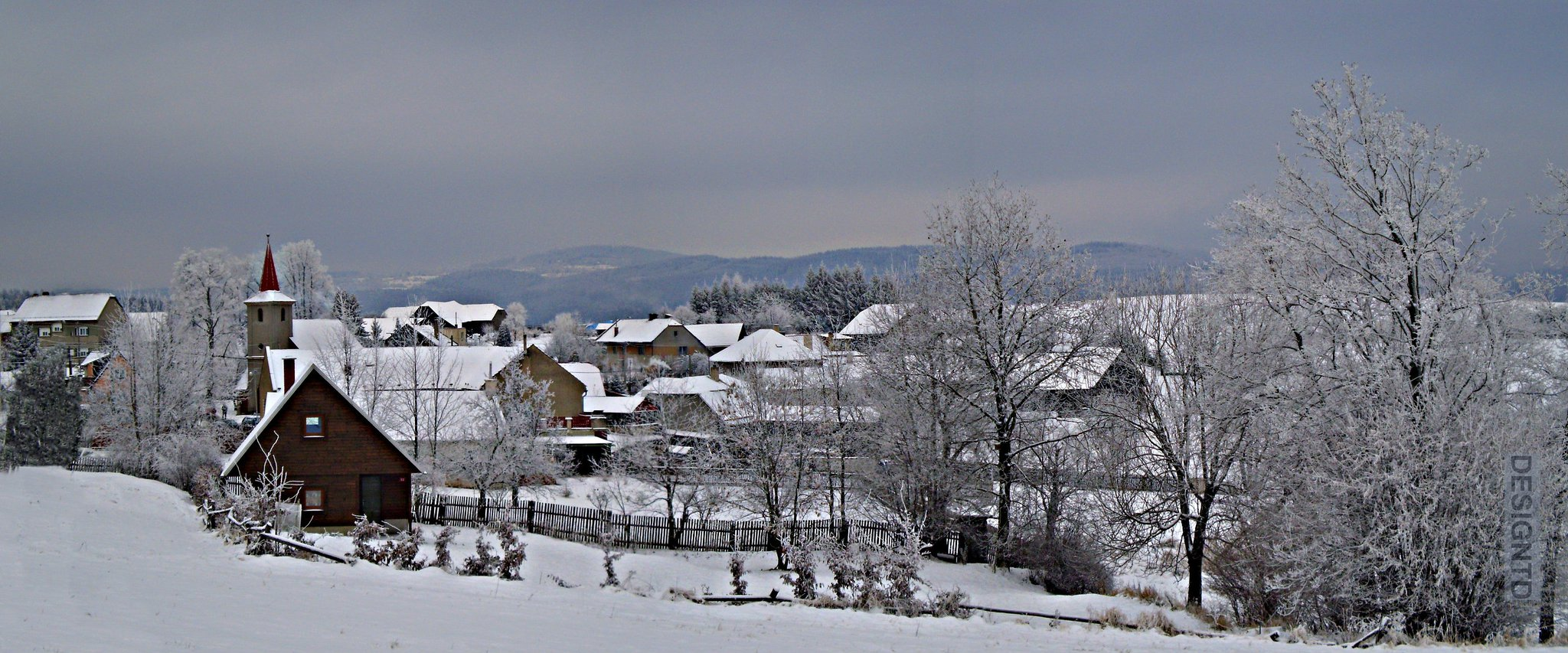
Posluchov v zimě